# Královské usínání
Královské usínání je televizní historické drama, natočené režisérkou Máriou Poledňákovou v roce 1974. Scénář k filmu napsal Vladimír Körner.

## Obsah
Film popisuje nesnadný vztah mladého Přemysla Otakara II. (Tomáš Töpfer) k jeho otci Václavovi (Josef Vinklář). Přemysl se v rámci dynastické politiky žení s postarší Markétou Babenberskou (Jana Dítětová), ale přednost dává jedné z dvorních dam (Libuše Šafránková). Připojí se také ke šlechtické rebelii proti svému otci.

## Obsazení
| Tomáš Töpfer      | Přemysl Otakar II.    |
| Josef Vinklář     | Václav I.             |
| Jana Dítětová     | Markéta Rakouská      |
| Libuše Šafránková | Friderika             |
| Ladislav Boháč    | biskup Mikoláš        |
| Josef Větrovec    | Ctibor                |
| Josef Bláha       | Boreš                 |
| Jiří Chmelař      | Jakub                 |
| Oldřich Vízner    | Vladislav             |
| Václav Lohniský   | Ulrich                |
| Josef Bárta       | kněz                  |
| Miriam Hynková    | služka                |
| Božena Franková   | služka                |
| Karel Höger       | vypravěč (pouze hlas) |

## Tvůrci a štáb
| Režie              | Marie Poledňáková                          |
| Scénář             | Vladimír Körner                            |
| Dramaturgie        | Jana Dudková                               |
| Hlavní kameraman   | Alois Nožička                              |
| Vedoucí výroby     | Jiří Kříž                                  |
| Hudba              | Jan Klusák                                 |
| Hudební spolupráce | Milan Šolc                                 |
| Výtvarník scény    | Miloš Ditrich                              |
| Výtvarník kostýmů  | Jarmila Konečná                            |
| Masky              | Jitka Pazderová, Josef Borovička           |
| Střih              | Marie Pačajová, Karel Kohout               |
| Zvuk               | Jiří Zelenka                               |
| Pomocná režie      | Božena Riesnerová                          |
| Kameramani         | Petr Polák, Miloš Horák, Vladimír Řezníček |
| Fotograf           | Vlasta Gronská                             |